# 利夫拉加列車脫軌事故
利夫拉加列车脱轨事故是发生在2020年2月6日意大利伦巴第利夫拉加的高铁脱轨事故，事故造成2人死亡，31人受伤。这次事故是意大利15年来第一次高铁事故。

## 事故
一列米蘭-薩萊諾区间的Frecciarossa 1000列车(列車編組:ETR 400.21-第21編組)在利夫拉加于05:34当地时间（04:34 UTC）脱轨，其运行时速为300每小時（190英里每小時）。发生脱轨的是机车和两节旅客车厢，并撞击了货车和建筑物。列车上有33人，包含5名员工和28名乘客，其中2名司机死亡，其余31人受伤。事故前一天，替换了一套轉轍器。
事故中的伤者被送往圣乔瓦尼堡、科多尼奥、克雷马、克雷莫納、洛迪、梅莱尼亚诺、皮亚琴察和帕維亞这些地方的医院，其中两人重伤。意大利的铁路工人在2月7日中午开始举行了两小时的罢工。

## 调查
根据调查，事故源自岔口信号错误，但维护人员未及时全部处理，导致列车以292 km/h的速度撞向岔口而脱轨。